# Jean Cruveilhier
Jean Cruveilhier (Limoges, 9 febbraio 1791 – Sussac, 7 marzo 1874) è stato un anatomista e patologo francese.
Nel 1816 conseguì il dottorato a Parigi il dottorato, dove, nel 1825, prese il posto di Pierre Augustin Béclard (1785-1825) come professore di anatomia. Nel 1836 lasciò la cattedra a Gilbert Breschet (1784-1845) per diventare il primo presidente della fondazione di anatomia patologica appena istituita. Nel 1836 è stato nominato membro della Académie de Médecine, diventandone presidente nel 1839. Per oltre quarant'anni è stato presidente della Société anatomique. Il politico e rivoluzionario portoricano Ramón Emeterio Betances, fu uno dei suoi studenti più famosi.
Cruveilhier fu un anatomista molto influente e diede importanti contributi grazie ai suoi studi che coinvolsero il sistema nervoso. Egli descrisse la patologia delle lesioni neuronali che si osservano in quella che oggi è conosciuta come la sclerosi multipla, pubblicando le scoperte e le illustrazioni nel 1842. È stato anche il primo a documentare la storia clinica di un paziente con la malattia. Tuttavia, la sclerosi multipla non era considerata una malattia a sé stante, fino al 1868 con la scoperta del neurologo Jean-Martin Charcot.
Inoltre, effettuò studi approfonditi sulla infiammazione dei vasi sanguigni, in particolare sulla flebite, che egli credeva fosse la causa generale della maggior parte delle infiammazioni. Cruveilhier è stato anche uno scrittore, tra le sue opere troviamo Anatomie du corps humain pathologique (1829-1842) e Vie de Dupuytren (Vita di Dupuytren, 1840), che fu un elogio al suo maestro, Guillaume Dupuytren.
Assistette Fryderyk Chopin durante i suoi ultimi mesi di vita nel 1849.
Il suo nome è associato con il segno di Cruveilhier (ipertensione persistente e occlusione della vena porta) e la malattia di Cruveilhier-Baumgarten (cirrosi epatica senza ascite), che ne prende il nome insieme all'anatomista Paul Clemens von Baumgarten. Il nome Cruveilhier venne associato, anche, a diverse parti anatomiche, molti di questi termini sono successivamente stati sostituiti dalla nomenclatura anatomica moderna:
- Fossa di Cruveilhier: fossa scafoidea
- Fascia di Cruveilhier: fascia superficiale del perineo
- Articolazione di Cruveilhier : articolazione atlanto-assiale
- Plesso Cruveilhier: plesso cervicale posteriore